# 日鐵溶接工業
日鐵溶接工業株式会社（にってつようせつこうぎょう、英文社名 Nippon Steel Welding & Engineering Co.,Ltd.）は、かつて存在した溶接材料・溶接機器メーカーである。

## 概要
新日本製鐵（新日鉄）グループに属する溶接材料・溶接機器メーカーで、新日鉄の前身である八幡製鐵・富士製鐵のそれぞれのグループ会社を前身とする。2002年に住友金属工業グループの住金溶接工業と会社分割によって溶接材料・溶接機器部門を日鐵住金溶接工業（NSSW、現・日鉄溶接工業）として分離・統合。その後はプラズマ溶接機器・レーザー溶接機器部門と光ファイバー部門が残ったが、2008年4月にNSSWに吸収合併された。
本社は、NSSWと同じく東京都中央区築地四丁目にあった。製造拠点も、NSSW習志野工場（千葉県習志野市）に隣接する場所に構えていた。

## 沿革
- 八幡溶接棒の沿革
  - 1934年（昭和9年）3月 - 東洋電極棒製造所が創業。
  - 1942年（昭和17年） - 東洋電極工業株式会社に改組。
  - 1951年（昭和26年）6月 - 八幡製鐵が東洋電極工業に資本参加[1]。
  - 1955年（昭和20年）10月 - 舞鶴海軍工廠熔接研究工場を前身とする福知山市溶接棒製造所を元に、福知山市と八幡製鐵の折半出資で日本溶接棒株式会社を設立[1]。
  - 1958年（昭和33年）7月1日 - 東洋電極工業と日本溶接棒が統合し、八幡溶接棒株式会社が発足。
  - 1962年（昭和37年）9月 - 習志野工場を新設[1]。
  - 1968年（昭和43年）6月 - 福知山市が保有株式を八幡製鐵に譲渡[1]。
- 富士溶接棒の沿革
  - 1948年（昭和23年）8月 - 東京化工株式会社設立。
  - 1957年（昭和32年）4月 - 東京化工が東京溶接棒株式会社に営業を譲渡。
  - 1959年（昭和34年）3月 - 富士製鐵が資本参加[2]。
  - 1960年（昭和35年）5月 - 富士溶接棒株式会社に社名変更。
- 日鐵溶接工業発足後の沿革
  - 1970年（昭和45年）10月 - 八幡溶接棒と富士溶接棒が合併し、日鐵溶接工業株式会社が発足（存続会社は八幡溶接棒）。
  - 1971年（昭和46年） - 光工場稼働開始。
  - 1974年（昭和49年） - 機器事業部を新設。
  - 1984年（昭和59年） - 機器事業部にプラズマ事業を導入。
  - 1988年（昭和63年） - 光ファイバーなどオプト事業に参入。
  - 2002年（平成14年）7月1日 - 溶接材料・溶接機器事業を会社分割により分離し、住金溶接工業と共同で日鐵住金溶接工業（現・日鉄溶接工業）を設立。
  - 2006年（平成18年）6月 - 土地信託事業を売却。
  - 2008年（平成20年）4月1日 - 日鐵住金溶接工業に吸収合併。